# 化学反応における核スピン保存則
化学反応における核スピン保存則（かがくはんのうにおけるかくスピンほぞんそく）は、化学反応の反応物の核スピン修飾が生成物の核スピン修飾に影響を及ぼす時の保存則。1977年にクアック(M. Quack)が、反応遷移状態の核スピン修飾の対称性を考慮することで、理論的に導出した。。1997年にUyらによって実験的検証がされた。

## 概要
化学反応において、反応物と生成物両方に核スピン異性体が存在する場合を考える。以下では、H3+生成反応の;
H2 + H2+ → H3+ + H
を例とする。1H原子核は1/2の核スピンをもつので、H2,H2+,H3+はそれぞれ、オルト（H2,H2+は総核スピン数I = 1、H3+はI = 3/2)とパラ（H2,H2+はI = 0、H3+はI = 1/2)という核スピン異性体を持つ。
水素原子核のように、1/2スピンを持つ粒子について考える場合、電子と同様に、上向き（↑）下向き（↓）の矢印を使って考えると理解の助けになる。ただし、このような矢印を用いた便宜的説明は広く行われているものの、厳密には正しくないことを常に留意する必要がある。例えば、反平行スピンのH2に対する核スピン部分の波動関数は、[ψ(↑↓)±ψ(↓↑)]/√2 の2つが存在し、それぞれ核の交換に対して対称(オルト)と反対称(パラ)となるため、「反平行」と「パラ」は等価とはならない。
ここでは、便宜的な説明方法に従い、オルト水素(I = 1)を二つのスピンの向きが同じ（↑↑ or ↓↓）、パラ水素(I = 0)をスピンの向きが逆（↓↑ or ↑↓）とした。上の反応で、オルト水素(o-H2)とオルト水素イオン(o-H2+)を考える、
| o-H2 | + | o-H2 + | → | o/p-H3+                  | + | H |
| ↑↑   |   | ↑↑     |   | ↑↑↑(ortho) and ↓↓↑(para) |   |   |

となり、この場合は生成物H3+はオルトもパラも生成する。
一方パラ水素(p-H2)とパラ水素イオン(p-H2+)を考えると、
| p-H2 | + | p-H2+ | → | p-H3+     | + | H |
| ↓↑   |   | ↓↑    |   | ↓↓↑(para) |   |   |

のようにH3+はパラのみしか生成されない。
検証実験では普通の水素（オルト75%,パラ25%）とパラ水素（パラ99%以上）それぞれを放電させ、上のようにH3+を生成させたとき、パラ水素ガスを用いた方が、より多くのパラH3+が観測される。